# Målgård (ishockey)
Målgård (engelska: goal crease) är ett markerat område framför målet i ishockey som syftar till att skydda målvakten och reglera spelet i målområdet. Målgårdens utformning och betydelse har utvecklats över tid, från att ha varit helt frånvarande i ishockeyns barndom till att bli en central del av reglerna i såväl NHL som IIHF.

## Ursprung och syfte
I ishockeyns tidigaste form under 1800-talet och det tidiga 1900-talet fanns ingen målgård. Spelet var ofta fysiskt och målvakten hade inget särskilt skyddat område. Den första dokumenterade regeln om en målgård infördes i NHL säsongen 1933/34. Området syftade till att skydda målvakten från kontakt med motståndare och underlätta bedömningen av målsituationer.

## Utveckling i NHL
Första säsongen med målgård var den endast utmärkt med de främre hörnen som målades på isen som två L-formade röda steck. Redan den följande säsongen ändrades det så hela gränsen till målområdet målades ut som en röd fyrkant framför mål. Till säsongen 1986/87 målades en halvcirkel runt målgården, vilket lite bättre representerade målvaktens arbetsyta. Nästa steg i utvecklingen tog till säsongen 1992/93 då rektangeln togs bort, så när som på de främre hörnen som blev kvar ytterligare en säsong, och isen under målgården målades blå. Halvcirkeln sträckte sig dock ut en bit vid sidan om målet. För att minska antalet spelare som trots reglerna åkte in i målgården, gjordes åren 1998–2001 förändringar som ledde till att sidolinjerna blev raka – en fot utanför målstolparna – medan den främre kanten förblev rundad.

## Regelutveckling kring målgården
Första regeln om målvaktsinterference i NHL kom 1931, d.v.s. redan innan någon målgård var utmärkt på isen. Då förbjöds anfallande spelare att hindra eller stå i vägen för målvakten. 1934 målades en 5x8 fot (ca 152 X 243 cm) stor målgård på isen. Storleken på målgården har ändrats många gånger, 1939 blev den lite mindre 3x7 fot. När åkande straff infördes 1945 fick straffläggande spelare åka fram till målgården men inte in i den, målvakten i sin tur fick inte lämna målgården. 1951 ökades målgården till 4x8 fot. 1991 infördes en regel om att mål skulle underkännas om någon anfallande spelare stod på målgårdens ytterlinje eller hade klubban i målgården.
Under säsongen 1999/2000 justerades NHL:s regler för målgården ytterligare. Tidigare hade mål underkänts om en anfallande spelare befann sig i målgården, oavsett om denne påverkade spelet. Efter regeländringen godkänns mål så länge spelaren inte fysiskt stör målvakten, även om han befinner sig i målgården. Denna ändring gjordes för att öka målproduktionen och minska antalet kontroversiella videogranskningar.